# Lykurgos (Sparta)

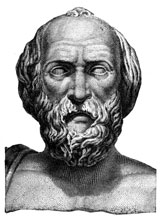
Byst av Lykurgos

Lykurgos (grekiska Λυκοῦργος, Lykoûrgos), som troligen, om han är en historisk person, levde omkring 700-talet f.Kr., var den som enligt legenden lade grunden till Spartas konstitution och samhällsordning. Denna samhällsordning och konstitution gav senare upphov till ordet "spartansk".
Lykurgos nämns av såväl Aristoteles och Herodotos som Pausanias, Plutarkos och Xenofon, med flera. Plutarkos berättar att han härstammade från Herakles, var den yngre sonen till en kung av Sparta, men både fadern och den äldre brodern dog. På grund av intriger runt tronföljden - hans döde bror hade en nyfödd son, Charilaos, som var rättmätig tronpretendent - lämnade Lykurgos Sparta för Kreta så att barnet skulle få växa upp i lugn och ro, berättar Plutarkos. I Kreta stiftade han bekantskap med poeten Thales och lärde känna den kretensiska kulturen och statsskicket. Sedan begav han sig till Jonien för att jämföra de olikartade nationerna, och där kom han i kontakt med Homeros epos. Plutarkos menar att egyptier sagt att Lykurgos även besökte dem, men ställer sig avvisande till detta påstående. Han återvände dock först när spartanerna skrev ett brev och bad honom om det. Då hade han redan beslutat hur han skulle förändra Sparta i grunden, anser Plutarkos.
Aristoteles menar å andra sidan att Lykurgos reste till Kreta efter att han upphört vara kung Charilaos förmyndare. Den resan är orsaken till att deras konstitutioner påminner om varandra, enligt Aristoteles. Den spartanska konstitutionen som Lykurgos skapat hade givit kvinnorna för mycket makt, ansåg dock Aristoteles. Lykurgos kallas "laggivaren", av bland andra Pausanias, som till skillnad från Aristoteles och Plutarkos menar att den kung han hade vård om hette Labotas (3.2.3).
Herodotos börjar sin berättelse om Lykurgos när denne besöker oraklet i Delfi, som enligt Herodotos skall ha sagt:
Alltså Lykurgos, du kommit hit till mitt heliga tempel,
älskad av Zeus och älskad av alla olympiska gudar.
Skall jag dig kalla en människa blott eller hälsa som gudom?
Helst dock, Lykurgos, jag dig till de saliga gudarna räknar.

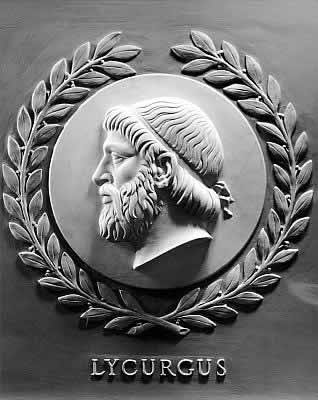
Relief i marmor av Lykurgos i U.S. House of Representatives kammare i United States Capitol

Enligt Herodotos, var det oraklet som givit honom den statsförfattning som gällde i Sparta ännu i hans tid. Herodotos känner inte till att Lykurgos skulle ha varit kunglig, utan enbart en "ansedd man" som "blev förmyndare" och då införde flera fundamentala reformer av Sparta, som dittills varit "de sämst styrda av alla hellener".
Plutarkos tillskriver mötet med oraklet mindre betydelse. Men det gav honom modet att göra vad han föresatt sig, och i Sparta skaffade han sig allierade för att kunna göra sina genomgripande reformer. Det första han gjorde, enligt Plutarkos, var att inrätta en senat med 28 ledamöter och gav dem samma makt som Spartas kungahus, och folket fick komma till tals genom folkomröstningar, men det var senaten utlyste dem. Lykurgos försökte sedan inrätta en utjämningspolitik i fråga om ägandet, dels monetärt i fråga om guld och dels i fråga om landbesittning.
De tre viktigaste nymodigheter Lykurgos införde var dock lagen (rhetra), pedagogiken och utbildningsväsendet och ordnandet av krigsväsendet. Plutarkos skriver om lagen att han fått den av oraklet i Delfi, och att den inte fick bli nedskriven, utan fick föras till spartanerna genom utbildning.
Vad beträffar pedagogiken, tvingade Lykurgos flickor att dansa nakna för män, så att de skulle vara för blyga för att bli feta, och idrotta så att de skulle bli starka mödrar, berättar Plutarkos. Flickorna fick även sjunga sånger där de visade männen vilka ideal som gällde. Till följd av Lykurgos fick inte gifta par leva samman öppet innan de fyllde 30, menar Plutarkos. Lykurgos var även mån om "avel av spartanerna", och förbjöd svartsjuka så att män tillät sina kvinnor att skaffa barn med andra, vad Lykurgos ansåg, bättre män. Nyfödda barn synades av de äldres råd och dödades om de var missbildade, berättar Plutarkos. De barn som tilläts leva fick växa upp under sträng militärisk disciplin. Skolgången fokuserade främst på soldatlivet, och för att stärka dem fick de utstå hårda prövningar. Ännu viktigare var det för Lykurgos att skapa ett samhälle där ingen kunde leva ensam efter eget behag, utan där alla var beroende av varandra.
Plutarkos berättar att när Lykurgos kände att han kommit till den ålder "då livet ännu är uthärdligt men kunde förloras utan ånger", lämnade han Sparta och svalt sig långsamt till döds. I femhundra år, fortsätter Plutarkos, efterlevdes Lykurgos lagar. Herodotos berättar att ett tempel byggdes till hans ära, där han hedrades. I Sparta fanns under Pausianias tid en plats där ungdomar slogs, som man kom till via broar som pryddes med Lykurgos bild eftersom han stiftat lagar som reglerade våld bland ungdomar (3.14.8).
Senare forskning har ifrågasatt historiciteten i Lykurgos.